# Zápas na Letních olympijských hrách 1988 – muži, volný styl do 130 kg
Zápas ve volném stylu ve váhové kategorii do 130 kg probíhal na Letních olympijských hrách 1988 v Seongnamském Sangmu Gymnasium. O medaile se utkalo celkem 15 zápasníků.

## Turnajové výsledky
Zápasníci jsou rozděleni do dvou skupin. Je aplikován systém na dvě porážky.
Legenda
- TF — Lopatkové vítězství
- ST — Vítězství na technickou převahu, 12 bodů rozdíl
- PP — Vítězství na body, 1-7 bodů rozdíl, poražený s body
- PO — Vítězství na body, 1-7 bodů rozdíl, poražený bez bodů
- SP — Vítězství na body, 8-11 bodů rozdíl, poražený s body
- SO — Vítězství na body, 8-11 bodů rozdíl, poražený bez bodů
- P0 — Vítězství pro pasivitu, protivník bez bodů
- P1 — Vítězství pro pasivitu, vedoucí 1-7 bodů
- PS — Vítězství pro pasivitu, vedoucí 8-11 bodů
- DC — Vítězství z rozhodnutí, skóre 0-0
- PA — Vítězství pro soupeřovo zranění
- DQ — Vítězství pro soupeřovu diskvalifikaci
- DNA — Nenastoupil
- L — Porážky
- ER — Kolo vyřazení
- CP — Klasifikační body
- TP — Technické body

### Skupiny

#### Skupina A
| L      |                         | CP        | TP     |                         | L      |        |
| Kolo 1 | Kolo 1                  | Kolo 1    | Kolo 1 | Kolo 1                  | Kolo 1 | Kolo 1 |
| ------ | ----------------------- | --------- | ------ | ----------------------- | ------ | ------ |
| 0      | Bruce Baumgartner (USA) | 4-0 DQ    |        | Hassan El-Hadad (EGY)   | 1      |        |
| 0      | Andreas Schröder (GDR)  | 4-0 TF    | 1:12   | Adam Sandurski (POL)    | 1      |        |
| 0      | Ham Duk-Won (KOR)       | 3-1 PP    | 6-4    | Jesús Montesdeoca (ESP) | 1      |        |
| 0      | Daniel Payne (CAN)      | 4-0 TF    | 0:21   | Navind Ramsaran (MRI)   | 1      |        |
| Kolo 2 |                         |           |        |                         |        |        |
| 0      | Bruce Baumgartner (USA) | 3-1 PP    | 11-1   | Andreas Schröder (GDR)  | 1      |        |
| 1      | Adam Sandurski (POL)    | 4-0 TF    | 1:00   | Ham Duk-Won (KOR)       | 1      |        |
| 2      | Jesús Montesdeoca (ESP) | 0-3 P1    | 4:14   | Daniel Payne (CAN)      | 0      |        |
| 1      | Navind Ramsaran (MRI)   |           |        | Bye                     |        |        |
| 1      | Hassan El-Hadad (EGY)   |           |        | DNA                     |        |        |
| Kolo 3 |                         |           |        |                         |        |        |
| 2      | Navind Ramsaran (MRI)   | 0-4 ST    | 0-15   | Bruce Baumgartner (USA) | 0      |        |
| 1      | Andreas Schröder (GDR)  | 4-0 TF    | 1:05   | Ham Duk-Won (KOR)       | 2      |        |
| 1      | Adam Sandurski (POL)    | 3-1 PP    | 4-3    | Daniel Payne (CAN)      | 1      |        |
| Kolo 4 |                         |           |        |                         |        |        |
| 0      | Bruce Baumgartner (USA) | 4-0 ST    | 17-0   | Adam Sandurski (POL)    | 2      |        |
| 1      | Andreas Schröder (GDR)  | 3.5-.5 SP | 15-3   | Daniel Payne (CAN)      | 2      |        |

| Zápasník                | L | ER | CP   |
| ----------------------- | - | -- | ---- |
| Bruce Baumgartner (USA) | 0 | -  | 15   |
| Andreas Schröder (GDR)  | 1 | -  | 12.5 |
| Daniel Payne (CAN)      | 2 | 4  | 8.5  |
| Adam Sandurski (POL)    | 2 | 4  | 7    |
| Ham Duk-Won (KOR)       | 2 | 3  | 3    |
| Navind Ramsaran (MRI)   | 2 | 3  | 0    |
| Jesús Montesdeoca (ESP) | 2 | 2  | 1    |
| Hassan El-Hadad (EGY)   | 1 | 1  | 0    |

#### Skupina B
| L      |                          | CP     | TP     |                          | L      |        |
| Kolo 1 | Kolo 1                   | Kolo 1 | Kolo 1 | Kolo 1                   | Kolo 1 | Kolo 1 |
| ------ | ------------------------ | ------ | ------ | ------------------------ | ------ | ------ |
| 0      | László Klauz (HUN)       | 4-0 TF | 16-0   | Miroslav Luberda (TCH)   | 1      |        |
| 1      | Ralf Bremmer (FRG)       | 1-3 PP | 4-8    | Hiroyuki Obata (JPN)     | 0      |        |
| 0      | Davit Gobedžišvili (URS) | 4-0 ST | 17-0   | Dennis Atiyeh (SYR)      | 1      |        |
| 0      | Atanas Atanassov (BUL)   |        |        | Bye                      |        |        |
| Kolo 2 |                          |        |        |                          |        |        |
| 1      | Atanas Atanassov (BUL)   | 0-3 P1 | 5:17   | László Klauz (HUN)       | 0      |        |
| 2      | Miroslav Luberda (TCH)   | 0-4 TF | 4:11   | Ralf Bremmer (FRG)       | 1      |        |
| 1      | Hiroyuki Obata (JPN)     | 0-4 TF | 2:43   | Davit Gobedžišvili (URS) | 0      |        |
| 1      | Dennis Atiyeh (SYR)      |        |        | Bye                      |        |        |
| Kolo 3 |                          |        |        |                          |        |        |
| 2      | Dennis Atiyeh (SYR)      | 0-4 ST | 0-15   | Atanas Atanassov (BUL)   | 1      |        |
| 0      | László Klauz (HUN)       | 4-0 TF | 0:17   | Hiroyuki Obata (JPN)     | 2      |        |
| 2      | Ralf Bremmer (FRG)       | 0-3 P1 | 4:43   | Davit Gobedžišvili (URS) | 0      |        |
| Kolo 4 |                          |        |        |                          |        |        |
| 2      | Atanas Atanassov (BUL)   | 1-3 PP | 1-6    | Davit Gobedžišvili (URS) | 0      |        |
| 0      | László Klauz (HUN)       |        |        | Bye                      |        |        |
| Kolo 5 |                          |        |        |                          |        |        |
| 1      | László Klauz (HUN)       | 0-3 PO | 0-10   | Davit Gobedžišvili (URS) | 0      |        |

| Zápasník                 | L | ER | CP |
| ------------------------ | - | -- | -- |
| Davit Gobedžišvili (URS) | 0 | -  | 17 |
| László Klauz (HUN)       | 1 | -  | 11 |
| Atanas Atanassov (BUL)   | 2 | 4  | 5  |
| Ralf Bremmer (FRG)       | 2 | 3  | 5  |
| Hiroyuki Obata (JPN)     | 2 | 3  | 3  |
| Dennis Atiyeh (SYR)      | 2 | 3  | 0  |
| Miroslav Luberda (TCH)   | 2 | 2  | 0  |

### Finále
|                         | CP               | TP               |                          |                  |
| Zápas o 7. místo        | Zápas o 7. místo | Zápas o 7. místo | Zápas o 7. místo         | Zápas o 7. místo |
| ----------------------- | ---------------- | ---------------- | ------------------------ | ---------------- |
| Adam Sandurski (POL)    | 3-1 PP           | 7-5              | Ralf Bremmer (FRG)       |                  |
| Zápas o 5. místo        |                  |                  |                          |                  |
| Daniel Payne (CAN)      | 1-3 PP           | 3-8              | Atanas Atanassov (BUL)   |                  |
| Zápas o 3. místo        |                  |                  |                          |                  |
| Andreas Schröder (GDR)  | 3-0 P1           | 4:21             | László Klauz (HUN)       |                  |
| Finálový zápas          |                  |                  |                          |                  |
| Bruce Baumgartner (USA) | 1-3 PP           | 1-3              | Davit Gobedžišvili (URS) |                  |

## Finálové pořadí
1. Davit Gobedžišvili (URS)
2. Bruce Baumgartner (USA)
3. Andreas Schröder (GDR)
4. László Klauz (HUN)
5. Atanas Atanassov (BUL)
6. Daniel Payne (CAN)
7. Adam Sandurski (POL)
8. Ralf Bremmer (FRG)